# オマージュ
オマージュ (仏: hommage) とは、芸術や文学において、尊敬する作家や作品に影響を受け、似た作品を創作すること、またその創作物を指す語である。しばしば「リスペクト」（尊敬、敬意）と同義に用いられる。
フランス語においては、古形のhomage同様、単独では「尊敬、敬意」の意味が一般的である（fr:wikt:hommage/en:wikt:hommage#French）。英語化したhommageは、単独でも「尊敬を込めた作品」の意味で使われる（en:wikt:hommage#English）。

## 概要
「オマージュ」には必ずしも似た表現や表象がある必要はなく、作品のモチーフを過去作品に求めることを指す。本来は騎士道から生まれた言葉であるため、モチーフに対する敬意ある親和性がオマージュであるかどうかの判断基準となる。そのため厳密には、映画などで「単純に似たシーンがあること」を指してオマージュとはいえない。
創作作品において「オマージュ」の語を比喩的に尊敬の意に用いる例は、すでに20世紀初頭のジョージ・オーウェル『Homage to Catalonia』（直訳：カタルーニャへのオマージュ、邦題：カタロニア讃歌）に見られる。
映画などにおいては、好きな監督や作品などへの敬意や愛情を示すために、その作品をイメージさせる映像（演出）を挿入することがある。ロックやポピュラー音楽においても、盛んに「オマージュ」の語が用いられるようになり普及した。その後は本来のリスペクトの意味が薄れ、しばしばパロディや引用とも混同して、恣意的に「オマージュ」と呼ばれることが多くなった。

## オマージュと盗用
商標権・著作権などが切れていない作品をオマージュして発表する場合には、著作権などにも注意する必要がある。あまりにデザインなどが酷似しており、さらにその用途が同じサービスであった場合などには、著作権を侵害してしまう場合があり訴訟賠償を請求される可能性がある。
こうしたケースでは、制作前・発表前などの事前に弁護士に相談を行うなど、法的に問題ないのかをチェックしておく必要がある。